# محوطه قلعه کهنه دستجرد
محوطه قلعه کهنه دستجرد مربوط به سده‌های اولیه و میانه دوران‌های تاریخی پس از اسلام است و در شهرستان اسفراین، بخش بام وصفی آباد، دهستان بام، ۱۰ متری غرب روستای دستجرد واقع شده و این اثر در تاریخ ۱۸ شهریور ۱۳۸۷ با شمارهٔ ثبت ۲۳۲۷۵ به‌عنوان یکی از آثار ملی ایران به ثبت رسیده است.